# Dead Man
Dead Man is een Amerikaanse western uit 1995 geregisseerd door Jim Jarmusch met Johnny Depp in de hoofdrol. De film toont hoe William Blake de indiaan Nobody (gespeeld door Gary Farmer) tegenkomt. Deze indiaan denkt dat Blake een overleden dichter is en helpt hem op een spirituele reis waarin hij allemaal opmerkelijke situaties tegenkomt. De Indiaan kent de naam van de Britse dichter William Blake omdat hij in vroeger tijden als 'wilde' in Engeland tentoongesteld werd, zodoende was hij in aanraking gekomen met Engelse poëzie.
De hoofdrolspeler verwordt in de film van een opgejaagde onschuldige tot een koelbloedig moordenaar. Bij een van zijn moorden spreekt hij enkele regels van het gedicht Auguries of Innocence van de dichter Blake uit: "Every night and every morn / Some to misery are born, / Every morn and every night / Some are born to sweet delight." De film staat bol van dergelijke verwijzingen, niet per se naar de dichter toe, die maar weinigen volledig kennen. De film is verder een persiflage op allerlei clichématige Westerns en schijnbaar opzettelijk semi-professioneel geproduceerd. Dead Man heeft ermee een cultstatus verkregen. 
De verhaallijn wordt muzikaal begeleid door gitaarspel van Neil Young.
Andere bekenden uit de rockwereld zijn Iggy Pop, die opduikt in de rol van pelsjager en Benmont Tench (keyboards bij Tom Petty and the Heartbreakers) als handelaar.

## Rolverdeling
| Acteur             | Personage                |
| ------------------ | ------------------------ |
| Johnny Depp        | William Blake            |
| Gary Farmer        | Nobody                   |
| Crispin Glover     |                          |
| Lance Henriksen    | Cole Wilson              |
| Michael Wincott    | Conway Twill             |
| Eugene Byrd        | Johnny "The Kid" Pickett |
| John Hurt          | John Scholfield          |
| Robert Mitchum     | John Dickinson           |
| Iggy Pop           | Salvatore "Sally" Jenko  |
| Gabriel Byrne      | Charlie Dickinson        |
| Jared Harris       | Benmont Tench            |
| Mili Avital        | Thel Russell             |
| Billy Bob Thornton | Big George Drakoulias    |
| Michelle Thrush    | Nobody's vriendin        |
| Gibby Haynes       |                          |
| Alfred Molina      |                          |